# The Sun (banda)
The Sun (hasta el 2009 conocidos como Sun Eats Hours) es una banda italiana de hardcore melódico nacida a mediados de los años 90. Proceceden de la provincia de Vicenza, donde empezaron a tocar en los pueblos de los alrededores. El nombre proviene de un dicho típico veneciano, cosa que el grupo puso en práctica desde sus comienzos: "no pierdas el tiempo". Hace poco acompañaron al famoso grupo de punk the Offspring como teloneros en su última gira.
El 22 de junio de 2010 sacaron un nuevo disco al mercado llamado Spiriti del Sole, primero en italiano, aunque la banda había cambiado su nombre por The Sun tras firmar con Sony. Este disco deja atrás sus temas más hardcore para dar paso a un tono pop rock más comercial.

## Miembros
Miembros actuales
- Francesco "Lore"/"The President" Lorenzi – guitarra, voz principal (1997–presente); guitarra acústica (2015–presente)
- Riccardo "Ricky"/"Trash" Rossi – batería (1997–presente)
- Matteo "Lemma" Reghelin – bajo, coros (2002–presente); acordeón, armónica (2015–presente)
- Gianluca "Boston" Menegozzo – guitarra principal, coros (2003–presente)
- Andrea "Cherry" Cerato – guitarra, coros (2015–presente)

Miembros de apoyo
- Nicola "Tigerboy" Righele – armónica (2015–presente)

Miembros anteriores
- Toni Spezzapria – voz (1997)
- Marco "Bam" Auriemma – bajo (1997–2001)
- Andrea "Byron"/"The Huge" Barone – voz, coros, live showman (1997–2005)

## Discografía

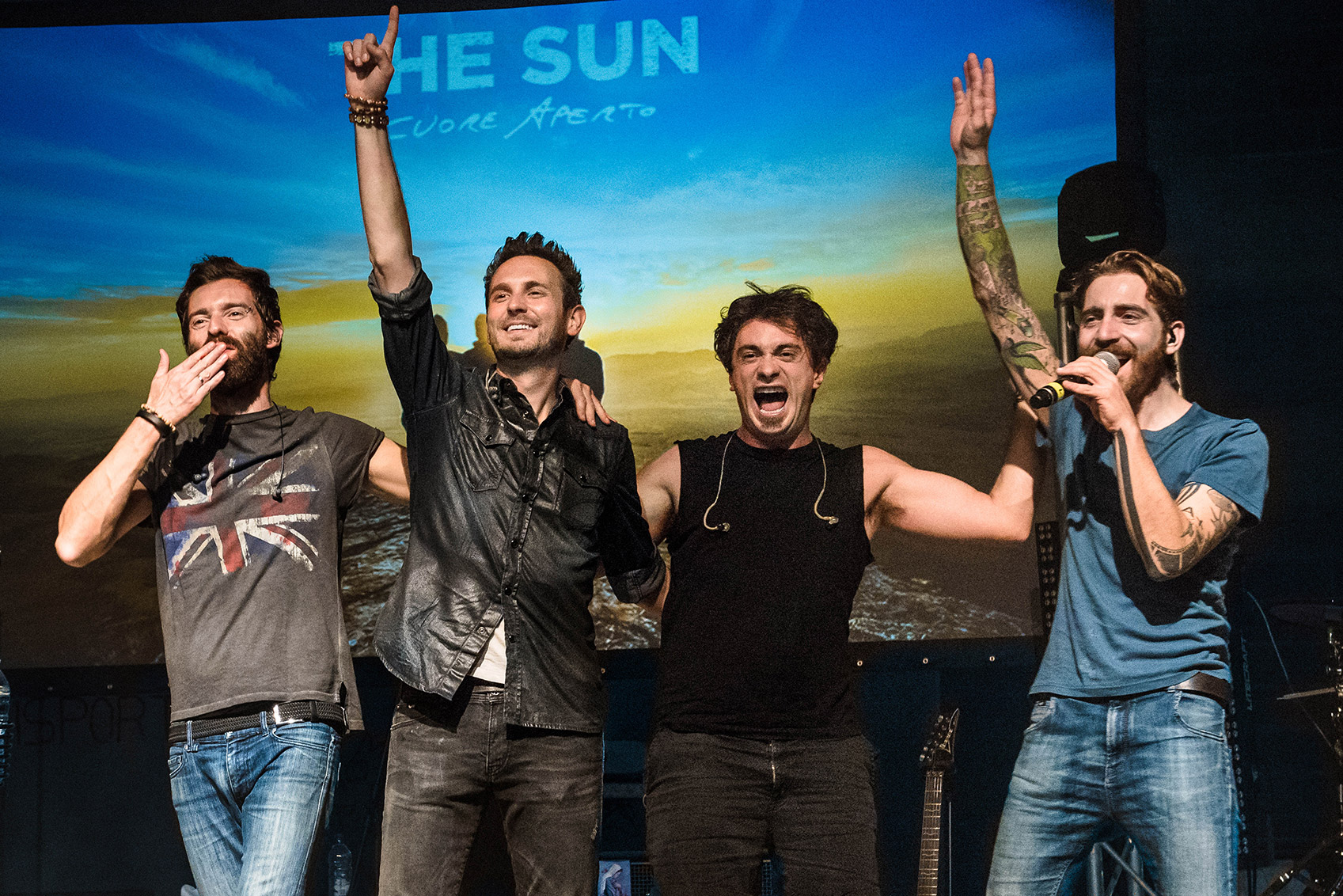
The Sun en vivo, 2015

| Álbumes de estudio - Don't Waste Time – Agitato Records (2000) - Will – Agitato Records (2002) - Tour All Over – Rude Records (2003) - The Last Ones – Rude Records (2005) Split - Metal Addiction – Rude Records (2006) Álbumes recopilatorios - Ten Years – Rude Records (2008) EP - Endless Desire – Rude Records (2005) | Álbumes de estudio - Spiriti del Sole – Sony Music (2010) - Luce – Sony Music (2012) - Cuore Aperto (2015) Álbumes recopilatorios - 20 (2017) Álbumes de versiones - Espíritus del Sol (2019) |

## Giras
| Sun Eats Hours - 2002 – Will Tour - 2003/2004 – Tour All Over - 2005/2006 – The Last Ones - 2006/2007 – Metal Addiction - 2007 – Summer Addiction Tour - 2008 – Ten Years Tour | The Sun - 2010 – Spiriti del Sole Tour - 2012/2014 – Luce Tour - 2015/2017 – Cuore aperto Tour - 2018/2019 – 20 Tour |

## Premios y reconocimientos
- 2004 – "Mejor banda de punk italiana en el mundo" - Meeting de sellos independientes
- 2010 – "Band revelación" - Summer Music Festival, Sicilia
- 2010 – Premio "Ciudad de Thiene"
- 2013 – Premio "al compromiso empresarial por el bien común" - Festival de la Doctrina Social
- 2016 – Nominación al premio "Voces por la libertad - Una canción por Amnesty" (con Le case di Mosul)
- 2016 – Medalla del Pontificado - Academia de los Virtuosos del Panteón (a Francesco Lorenzi)
- 2017 – Riconoscimento speciale del Premio "Città di Thiene"